# Centro de Recuperación de Minusválidos Físicos

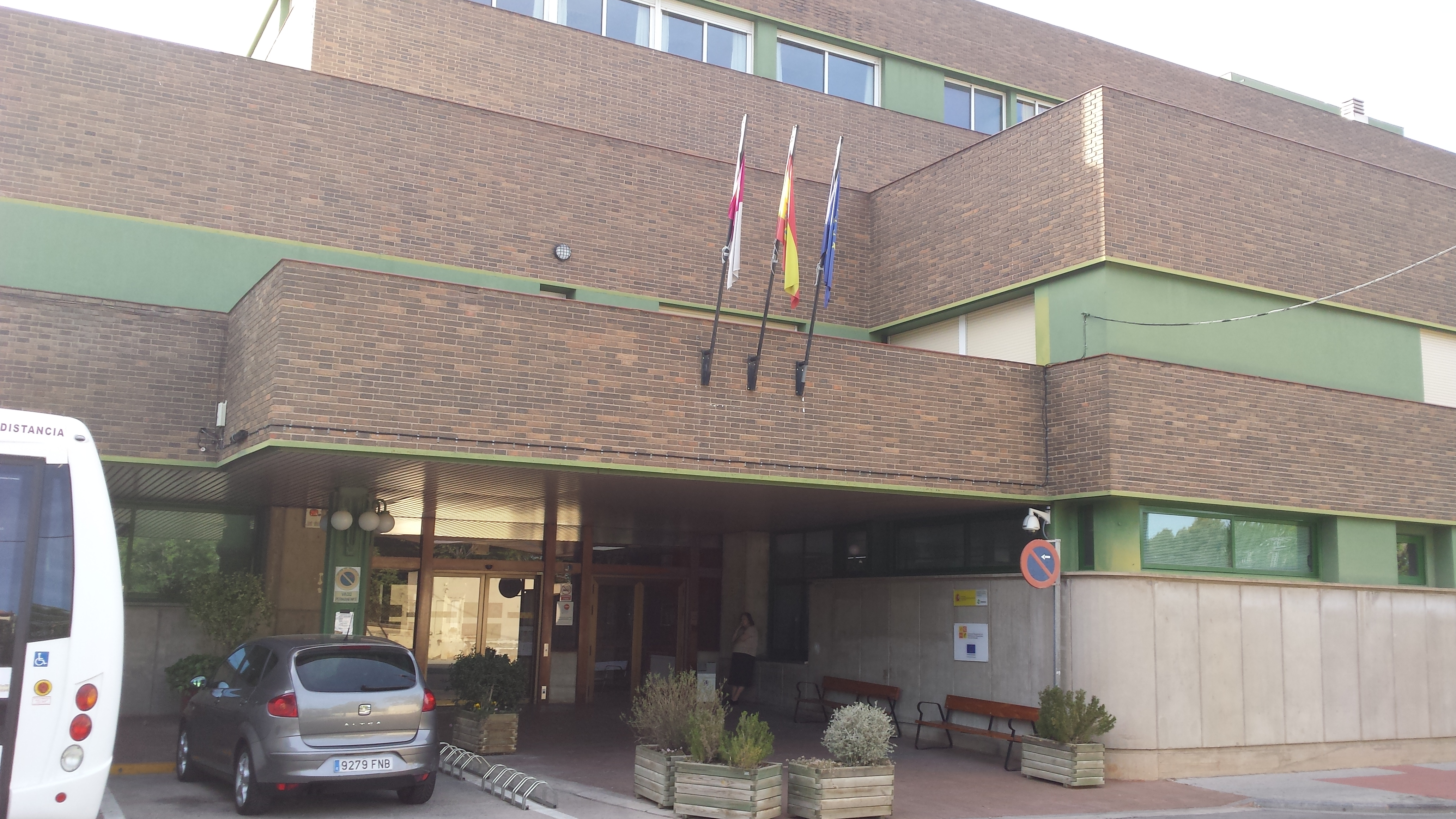
Entrada al Centro de Recuperación de Personas con Discapacidad Física de Albacete (CRMF).

Un Centro de Recuperación de Minusválidos Físicos (CRMF) es un tipo de centro público existente en España, dependiente del IMSERSO, cuyo objetivo genérico es la formación para el empleo, la rehabilitación médico-funcional y psicosocial y, en general, la mejora de las condiciones de vida de las personas con discapacidad física y sensorial. 
España cuenta con cinco Centros de este tipo: el CRMF de Albacete, el CRMF de Lardero (La Rioja), el CRMF de Madrid, el CRMF de Salamanca y el CRMF de San Fernando (Cádiz). Un sexto, el Centro de Promoción de la Autonomía Personal (CAP) de Bergondo (La Coruña) no recibe la denominación de CRMF, pero sus objetivos y características son similares a las de estos.